# Tongla Kenga
Tongla Kenga es una ciudad en el Distrito de mongar en el centro-sureste de Bután.